# دانييل مولن
دانييل مولن (بالإنجليزية: Daniel Mullen) مواليد 26 أكتوبر 1989 في أديلايد، هو لاعب كرة قدم أسترالي يلعب مع نادي نيوكاسل جتس في الدوري الأسترالي الممتاز كمدافع. مثّل منتخب أستراليا لكرة القدم. لعب مولن لأول مرة مع المنتخب الوطني الأسترالي في مباراة تأهل لكأس آسيا 2011 ضد الكويت في مارس 2009.

## المسيرة الاحترافية

### أندية لعب لها
- بارا هيلز نايتس
- نادي أديلايد يونايتد
- نادي وسترن سيدني واندررز

## الإنجازات
وسترن سيدني واندررز
- دوري أبطال آسيا: 2014

## روابط خارجية
- دانييل مولن على موقع الاتحاد الدولي (مؤرشف)  (الإنجليزية)
- دانييل مولن على موقع قاعدة بيانات كرة القدم.إي يو (الإنجليزية)
- دانييل مولن على موقع ناشيونال فوتبول تيمز (الإنجليزية)
- دانييل مولن على موقع Soccerway.com (الإنجليزية)
- دانييل مولن على موقع عالم كرة القدم.نت (الإنجليزية)